# Heterocoryne
Heterocoryne is een geslacht van neteldieren uit de  familie van de Sphaerocorynidae.

## Soort
- Heterocoryne caribbensis Wedler & Larson, 1986